# Николаева, Ольга Викторовна
Ольга Викторовна Николаева (р. 14 мая 1972 года, Новосибирск) — российская волейболистка. Центральная блокирующая. Заслуженный мастер спорта России.

## Игровая карьера
- 1989—2002 — ТТУ (Санкт-Петербург)
- 2002—2003 — «Метар» (Челябинск)
- 2003—2005 — «Ленинградка» (Санкт-Петербург)
- 2005—2006 — «Казаночка» (Казань)
- 2006—2007 — «Спартак» (Омск)
- 2007—2009 — «Динамо» (Москва)

## Достижения
- Серебряный призёр летних Олимпийских игр 2004;
- Чемпионка России 2009;
  - Серебряный призёр чемпионата России 2008;
- Серебряный призёр Кубка России 2007;
  - Бронзовый призёр Кубка России 2004;
- Серебряный призёр Лиги чемпионов 2009.

## Награды и звания
- Заслуженный мастер спорта России (2004)
- Медаль ордена «За заслуги перед Отечеством» II степени (3 октября 2006) — за большой вклад в развитие физической культуры и спорта, высокие спортивные достижения[1]